# 古原靖久
古原靖久（1986年8月13日—）是日本的男演員以及外景主持人，生於京都府並在東京都長大，最初曾属JVC Entertainment Network事务所，再曾屬Hercules Inc事務所，現屬於自由身。身高180cm。他曾在拍攝特攝作品《炎神戰隊轟音者》时飾演轟音紅（江角走輔）这一角色。

## 參與作品

### 電視劇
- 野豬大改造（2005年10月 - 12月，日本電視台） - 飾演 和久井拓三
- 都立水商!（2006年3月28日，日本電視台） - 飾演 奥田
- Case3「箱男」（2007年4月21日，日本電視台）
- 花樣少年少女（2007年7月 - 9月，富士電視台） - 飾演 扇町太陽
- 炎神戰隊轟音者（2008年2月 - 2009年2月，朝日電視台） - 飾演 轟音紅 / 江角走輔
- 花祭（2009年10月3日，CBC／TBS） - 飾演 池田又一
- （2009年10月17日，NHK）第2話 - 飾演 斎藤
- （2010年2月15日 - 2010年2月19日，東海電視台／富士電視台）- 飾演 平岡亘
- 第6話「律儀な強盗犯」（2010年2月17日，毎日放送）
- （2010年7月13日～，MBS／TBS） - 飾演 廣崎祥一
- （2010年11月15日，TBS）
- （2011年5月10日、17日，MBS電視台）- 飾演 觀光客
- 海賊戰隊豪快者（2011年10月，朝日電視台）第35、36話 - 飾演 轟音紅 / 江角走輔
- あさイチ～ピカピカ☆日本～(2012年4月2日-，NHK)-固定班底
- 爆上戰隊BoonBoomger （2024年5月19日，朝日電視台）第12話 - 飾演 轟音紅 / 江角走輔

### 綜藝節目
- （2009年2月10日，日本電視台）
- （2009年4月3日，富士電視台）
- （2009年4月8日，日本電視台）
- （2009年8月15日，日本電視台）
- （2009年9月17日，關西電視台）
- 世界一受けたい授業(2011年9月17日，日本電視台)
- 浜ちゃんが!(2011年9月28日，日本電視台)

### 電影
- 炎神戰隊轟音者 BUNBUN!BANBAN!劇場BANG!!（2008年，東映） - 飾演 轟音紅 / 江角走輔
- 炎神戰隊轟音者 VS 激氣連者（2009年，東映） - 飾演 轟音紅 / 江角走輔
- 書の道【書之道】（2009年12月26日，Thanks Lab.）- 飾演 反町健太郎
- 侍戰隊真劍者VS轟音者 銀幕BANG!!（2010年1月30日，東映） - 飾演 轟音紅 / 江角走輔
- （2010年5月15日，Thanks Lab.）- 飾演 原圭太
- 電人查勃卡（2011年10月15日，キングレコード/ティ・ジョイ）- 飾演 大門豊(青年期)
- かなりあ～人生をうまく跳べない人2～(2012年4月7日，横井健司監督)

### 舞台劇
- switch（2007年9月，Differ有明）
- OregaChallenge vol.4 『夏の穴』（2009年9月，青山圓形劇場）
- （2010年1月27日 - 2010年1月31日，全勞濟堂 Space Zero） - 飾演 皆川優吾
- （2010年3月10日 - 2010年3月15日，全勞濟堂 Space Zero） - 飾演 凛太郎
- （天國少女）The Budding Beauty in The Oriental Blue Wind（plus+ vol.2，2011年2月16日-2011年2月27日，草月ホール)- 飾演 康
- （2011年7月12日-2011年7月18日）- 飾演 舞原零央
- （天國少女）The Blooming Princess（plus+ vol.3-4，2012年1月13日-1月18日，サンシャイン劇場） - 飾演 康

### WEB
- 性病先生 6話（2006年春，GyaO Net Drama）

### PV
- Metis（與杉本有美共演）

### DVD
- 古原靖久　FLY HIGH －飛翔－（2008年5月21日，東映VIDEO）
- （2008年） - 飾演 轟音紅 / 江角走輔
- （2008年） - 飾演 轟音紅 / 江角走輔
- 「ナビゲートDVD書の道へようこそ」(2009年9月，Thanks Lab.)- 飾演 反町健太郎
- 「ハッピーレシピ!～美男たちの昼下がり」(2011年11月2日)
- 「花咲ける青少年」（天國少女）The Blooming Princess（plus+ vol.3-4，2012年4月27日）

### CM
- Seika（2008年）
- 萬代（2008年）